# Мануель Марін
Мануель Марін Гонсалес (ісп. Manuel Marín González; 21 жовтня 1949, Сьюдад-Реаль — 4 грудня 2017, Мадрид) — іспанський політик, колишній президент Конгресу депутатів (2004–2008). Був членом Європейської комісії (1986–1999), і тимчасовим президентом комісії після відставки Жака Сантера (15 березня — 16 вересня 1999).

## Біографія
Вивчав право в Університеті Комплутенсе (Мадрид). Член Іспанської соціалістичної робітничої партії (ІСРП) з 1974 року.
Член Глобальної комісії з міжнародної міграції.
Одружений, має двох дітей.

## Смерть
Марін помер від раку легенів 4 грудня 2017 року в Мадриді у віці 68 років.